# Championnat de France de rugby à XV 2021-2022
Navigation
Top 14 2020-2021 Top 14 2022-2023
La saison 2021-2022 de Top 14 est la 123e édition du championnat de France de rugby à XV. Elle oppose pour la 17e année consécutive les quatorze meilleures équipes professionnelles de rugby à XV françaises. La saison débute le 4 septembre 2021 et se termine le 24 juin 2022 lors de la finale pour le titre de champion de France.
Le Stade toulousain est tenant du titre après s'être imposé contre le Stade rochelais en finale lors de la saison précédente. L'USA Perpignan, champion de France de deuxième division en titre, ainsi que le Biarritz olympique, vainqueur du barrage d'accession en Top 14, sont les deux équipes promues en première division.
En s'imposant 10 à 29 face au Castres Olympique en finale, le Montpellier HR remporte le premier Bouclier de Brennus de son histoire.

## Présentation

### Participants
Les équipes engagées dans la compétition sont les 12 premiers au classement de l'édition précédente, ainsi que les deux clubs promus de Pro D2, à savoir le champion de France de deuxième division et le gagnant du match d'accession 2021 :
| \| Biarritz olympique Union Bordeaux Bègles CA Brive Castres · olympique ASM Clermont Lyon OU Montpellier HR Section paloise USA Perpignan Racing 92 Stade rochelais Stade français Paris RC Toulon Stade toulousain \| Localisation des clubs engagés en championnat. |
| Biarritz olympique Union Bordeaux Bègles CA Brive Castres · olympique ASM Clermont Lyon OU Montpellier HR Section paloise USA Perpignan Racing 92 Stade rochelais Stade français Paris RC Toulon Stade toulousain                                                      |

Depuis le début de l'ère professionnelle en 1998, quatre clubs n'ont jamais été relégués : le Stade toulousain, l'ASM Clermont, le Stade français Paris et le Castres olympique. Montpellier HR connaît également le format à 14 équipes sans interruption depuis la création du Top 14 en 2005.
Dans la liste détaillée des équipes participantes, les clubs sont classés en fonction de leur classement général au Championnat de France professionnel de la saison précédente.
| Club                  | Dernière montée | Budget en M€ | Classement 2020-2021 | Entraîneur en chef    | Stade                                     | Capacité | Compétition européenne 2021-2022                                     |
| --------------------- | --------------- | ------------ | -------------------- | --------------------- | ----------------------------------------- | -------- | -------------------------------------------------------------------- |
| Stade toulousain C1   | 1907            | 37,3         | 1er                  | Ugo Mola              | Stade Ernest-Wallon, Toulouse             | 19 500   | Coupe d'Europe (demi-finale)                                         |
| Stade rochelais       | 2014            | 27,9         | 2e                   | Ronan O'Gara          | Stade Marcel-Deflandre, La Rochelle       | 16 000   | Coupe d'Europe (champion)                                            |
| Racing 92             | 2009            | 29,1         | 3e                   | Laurent Travers       | Paris La Défense Arena, Nanterre          | 32 000   | Coupe d'Europe (demi-finale)                                         |
| Union Bordeaux Bègles | 2011            | 26,2         | 4e                   | Christophe Urios      | Stade Chaban-Delmas, Bordeaux             | 34 694   | Coupe d'Europe (8e de finale)                                        |
| ASM Clermont          | 1925            | 31,2         | 5e                   | Jono Gibbes           | Stade Marcel-Michelin, Clermont-Ferrand   | 19 022   | Coupe d'Europe (8e de finale)                                        |
| Stade français        | 1997            | 39,1         | 6e                   | Gonzalo Quesada       | Stade Jean-Bouin, Paris                   | 20 000   | Coupe d'Europe (8e de finale)                                        |
| Castres olympique     | 1989            | 22,8         | 7e                   | Pierre-Henry Broncan  | Stade Pierre-Fabre, Castres               | 12 500   | Coupe d'Europe (poules) Reversé en Challenge européen (8e de finale) |
| RC Toulon             | 2008            | 32           | 8e                   | Franck Azéma          | Stade Mayol, Toulon                       | 18 200   | Challenge européen (finale)                                          |
| Lyon OU               | 2016            | 36           | 9e                   | Pierre Mignoni        | Matmut Stadium Gerland, Lyon              | 35 029   | Challenge européen (vainqueur)                                       |
| Montpellier HR C2     | 2003            | 28,6         | 10e                  | Philippe Saint-André  | GGL Stadium, Montpellier                  | 15 697   | Coupe d'Europe (quart de finale)                                     |
| CA Brive              | 2019            | 17,6         | 11e                  | Jeremy Davidson       | Stade Amédée-Domenech, Brive-la-Gaillarde | 13 979   | Challenge européen (poules)                                          |
| Section paloise       | 2015            | 22,6         | 12e                  | Sébastien Piqueronies | Stade du Hameau, Pau                      | 14 588   | Challenge européen (poules)                                          |
| USA Perpignan         | 2021            | 17,4         | 1er (Pro D2)         | Patrick Arlettaz      | Stade Aimé-Giral, Perpignan               | 14 593   | Challenge européen (poules)                                          |
| Biarritz olympique    | 2021            | 12,8         | 3e (Pro D2)          | Matthew Clarkin       | Parc des sports d'Aguiléra, Biarritz      | 13 400   | Challenge européen (8e de finale)                                    |

Légende des couleurs et abréviations :

### Calendrier
La LNR publie le calendrier de la nouvelle saison le 8 juillet 2021.
| Nom                                            | Date                                                              | Équipes participantes |
| ---------------------------------------------- | ----------------------------------------------------------------- | --------------------- |
| Phase régulière                                |                                                                   |                       |
| Matchs aller                                   | Matchs aller                                                      | 14                    |
| 1re journée 13e journée, Boxing Day            | 4 et 5 septembre 2021 26, 27 décembre 2021 et 11, 12 février 2022 | 14                    |
| Matchs retour                                  |                                                                   | 14                    |
| 14e journée Fan Days 26e journée               | 1er janvier 2022 2 et 3 avril 2022 4 juin 2022                    | 14                    |
| Phase finale                                   |                                                                   |                       |
| Barrages                                       | 11 et 12 juin 2022                                                | 4                     |
| Barrage d'accession                            | 11 et 12 juin 2022                                                | 2 (1 + 1)             |
| Demi-finales                                   | 17 et 18 juin 2022, à Nice                                        | 4                     |
| Finale                                         | 24 juin 2022, au Stade de France                                  | 2                     |
| En italique : club issu de division inférieure |                                                                   |                       |

## Compétition

### Saison régulière
La saison régulière voit les 14 équipes s'affronter en matchs aller/retour sur 26 journées. Le calendrier des journées est établi par le Comité Directeur en amont de la première journée.
A l'issue de la saison régulière, les six meilleures équipes au classement accèdent à la phase finale, tandis que la 13e équipe au classement participe au match d'accession contre le finaliste de Pro D2 et que la dernière équipe au classement est reléguée en Pro D2.

#### Classement
Le classement de la saison régulière est établi en fonction des points terrain auxquels sont ajoutés les points de bonus et retranchés, le cas échéant, les points de pénalisation.
Une équipe remporte 4 points terrain par victoire, 2 points terrain par match nul, 0 point par défaite. Une équipe perd 2  points terrain en cas de forfait ou de disqualification, tandis que l'équipe adverse en emporte 5.
Une équipe remporte 1 point de bonus offensif si elle marque 3 essais ou plus que son adversaire lors d'une même rencontre, et remporte 1 point de bonus défensif si elle perd de 5 points ou moins.
Si deux ou plusieurs équipes se trouvent à égalité au classement de la saison régulière, les facteurs suivants sont pris en compte pour les départager :
1. Nombre de points terrain, de bonus et de pénalisation obtenus sur l'ensemble des rencontres ayant opposé les équipes concernées ;
2. Goal-average sur l'ensemble de la compétition ;
3. Goal-average sur l'ensemble des rencontres ayant opposé les équipes concernées ;
4. Différence entre le nombre d'essais marqués et concédés sur l'ensemble des rencontres ayant opposé les équipes concernées ;
5. Différence entre le nombre d'essais marqués et concédés sur l'ensemble de la compétition ;
6. Nombre de points marqués dans toutes les rencontres de la compétition ;
7. Nombre d'essais marqués dans toutes les rencontres de la compétition ;
8. Nombre de forfaits n'ayant pas entraîné de forfait général de la compétition ;
9. Classement général durant la saison précédente du championnat[Note 1].

| Rang | Club                  | J  | V  | N | D  | Em | Ee  | Bo | Bd | Pm  | Pe  | Diff | Pts |
| ---- | --------------------- | -- | -- | - | -- | -- | --- | -- | -- | --- | --- | ---- | --- |
| 1    | Castres olympique     | 26 | 17 | 1 | 8  | 57 | 45  | 5  | 1  | 565 | 529 | +36  | 76  |
| 2    | Montpellier HR        | 26 | 15 | 2 | 9  | 57 | 50  | 4  | 6  | 619 | 503 | +116 | 74  |
| 3    | Union Bordeaux Bègles | 26 | 15 | 1 | 10 | 62 | 43  | 5  | 5  | 610 | 484 | +126 | 72  |
| 4    | Stade toulousain T    | 26 | 15 | 0 | 11 | 71 | 40  | 6  | 5  | 638 | 432 | +206 | 71  |
| 5    | Stade rochelais C1    | 26 | 15 | 0 | 11 | 73 | 45  | 6  | 5  | 640 | 466 | +174 | 71  |
| 6    | Racing 92             | 26 | 16 | 0 | 10 | 70 | 57  | 4  | 2  | 661 | 568 | +93  | 70  |
| 7    | ASM Clermont          | 26 | 14 | 0 | 12 | 70 | 58  | 6  | 4  | 649 | 557 | +92  | 66  |
| 8    | RC Toulon             | 26 | 13 | 2 | 11 | 53 | 45  | 4  | 5  | 572 | 504 | +68  | 65  |
| 9    | Lyon OU C2            | 26 | 13 | 0 | 13 | 67 | 53  | 6  | 6  | 637 | 558 | +79  | 64  |
| 10   | Section paloise       | 26 | 11 | 1 | 14 | 52 | 76  | 1  | 3  | 568 | 664 | -96  | 50  |
| 11   | Stade français Paris  | 26 | 11 | 0 | 15 | 54 | 63  | 2  | 4  | 544 | 651 | -107 | 50  |
| 12   | CA Brive              | 26 | 9  | 1 | 16 | 44 | 62  | 4  | 4  | 453 | 631 | -178 | 46  |
| 13   | USA Perpignan P       | 26 | 9  | 0 | 17 | 48 | 75  | 2  | 5  | 491 | 664 | -173 | 43  |
| 14   | Biarritz olympique P  | 26 | 5  | 0 | 21 | 49 | 115 | 1  | 3  | 449 | 885 | -436 | 24  |

Phase finale
- 1er et 2e : demi-finales
- 3e à 6e : barrages

Relégation en Pro D2 2022-2023
- 13e : match d'accession
- 14e : relégation

Compétitions européennes 2022-2023
- 1er à 6e : phase de poule en Champions Cup
- 7e et C2[Note 2] : phase de poule en Champions Cup
- 9e à 12e : phase de poule en Challenge Cup

Abréviations
- T : Tenant du titre
- P : Promu de Pro D2
- C1 : Vainqueur de la Coupe d'Europe 2021-2022
- C2 : Vainqueur du Challenge européen 2021-2022

Égalités
- 4e/5e : Stade toulousain (8 pts) – Stade rochelais (1 pt)[Note 3]
- 10e/11e : Section paloise (5 pts) – Stade français (4 pts)[Note 4]

Lors de la 25e journée, le Montpellier HR, l'Union Bordeaux Bègles et le Castres olympique valident leur qualification pour la phase finale. Enfin, lors de l'ultime journée, le Stade toulousain, le Stade rochelais et le Racing 92 se qualifient à leur tour.
Après une défaite à domicile contre le Castres olympique le 30 avril 2022, le Biarritz olympique est assuré de finir le championnat en dernière position et est donc officiellement relégué en Pro D2 pour la saison suivante, à deux journées de la fin de la saison régulière. Malgré une victoire lors de la dernière journée de la saison régulière, l'Union sportive arlequins perpignanais se voit contraint de disputer le match d'accession afin de se maintenir.

##### Leader par journée
|     | ——               | ——               | ——               | ——               | ——               | ——               | ——               | ——  | —— | —— | ——                    | ——                    | ——                    | ——                    | ——                    | ——                    | ——                    | ——                    | ——                    | ——  | ——  | ——  | ——  | ——  | —— | —— |  |
| CAB | Stade toulousain | Stade toulousain | Stade toulousain | Stade toulousain | Stade toulousain | Stade toulousain | Stade toulousain | UBB | ST | ST | Union Bordeaux Bègles | Union Bordeaux Bègles | Union Bordeaux Bègles | Union Bordeaux Bègles | Union Bordeaux Bègles | Union Bordeaux Bègles | Union Bordeaux Bègles | Union Bordeaux Bègles | Union Bordeaux Bègles | MHR | MHR | MHR | MHR | MHR | CO |    |  |
|     |                  |                  |                  |                  |                  |                  |                  |     |    |    |                       |                       |                       |                       |                       |                       |                       |                       |                       |     |     |     |     |     |    |    |  |
|     |                  |                  |                  |                  |                  |                  |                  |     |    |    |                       |                       |                       |                       |                       |                       |                       |                       |                       |     |     |     |     |     |    |    |  |
| 1   | 2                | 3                | 4                | 5                | 6                | 7                | 8                | 9   | 10 | 11 | 12                    | 13                    | 14                    | 15                    | 16                    | 17                    | 18                    | 19                    | 20                    | 21  | 22  | 23  | 24  | 25  | 26 |    |  |

##### Dernier par journée
|      | ——             | ——             | ——             | ——             | —— | —— | ——   | ——                 | ——                 | ——                 | ——                 | ——                 | ——                 | ——                 | ——                 | ——  | ——                 | ——                 | ——                 | ——                 | ——                 | ——                 | ——                 | ——                 | ——                 | —— |  |
| USAP | Stade français | Stade français | Stade français | Stade français | BO | BO | USAP | Biarritz olympique | Biarritz olympique | Biarritz olympique | Biarritz olympique | Biarritz olympique | Biarritz olympique | Biarritz olympique | Biarritz olympique | RCT | Biarritz olympique | Biarritz olympique | Biarritz olympique | Biarritz olympique | Biarritz olympique | Biarritz olympique | Biarritz olympique | Biarritz olympique | Biarritz olympique |    |  |
|      |                |                |                |                |    |    |      |                    |                    |                    |                    |                    |                    |                    |                    |     |                    |                    |                    |                    |                    |                    |                    |                    |                    |    |  |
|      |                |                |                |                |    |    |      |                    |                    |                    |                    |                    |                    |                    |                    |     |                    |                    |                    |                    |                    |                    |                    |                    |                    |    |  |
| 1    | 2              | 3              | 4              | 5              | 6  | 7  | 8    | 9                  | 10                 | 11                 | 12                 | 13                 | 14                 | 15                 | 16                 | 17  | 18                 | 19                 | 20                 | 21                 | 22                 | 23                 | 24                 | 25                 | 26                 |    |  |

#### Résultats
L'équipe qui reçoit est indiquée dans la colonne de gauche.
| Résultats (▼dom., ►ext.) | BIA   | BOR   | BRI   | CAS   | CLE   | LYO   | MON   | SFR   | PAU   | PER   | RAC   | LAR   | TLN   | TLS   |
| Biarritz olympique       | —     | 27-15 | 37-9  | 13-48 | 8-26  | 5-40  | 12-27 | 17-14 | 19-42 | 23-25 | 28-19 | 27-24 | 17-45 | 11-17 |
| Union Bordeaux Bègles    | 30-27 | —     | 29-10 | 23-10 | 25-9  | 42-10 | 27-23 | 37-10 | 16-23 | 39-13 | 13-16 | 15-16 | 16-29 | 17-7  |
| CA Brive                 | 33-10 | 19-22 | —     | 28-12 | 27-20 | 17-31 | 16-16 | 19-12 | 30-13 | 36-15 | 12-10 | 6-8   | 17-10 | 8-26  |
| Castres olympique        | 38-20 | 23-23 | 23-22 | —     | 12-0  | 19-17 | 25-9  | 15-9  | 16-12 | 28-12 | 25-3  | 31-30 | 27-16 | 19-13 |
| ASM Clermont             | 39-11 | 29-26 | 41-10 | 30-34 | —     | 25-16 | 20-15 | 29-26 | 42-20 | 52-12 | 26-17 | 23-22 | 31-16 | 16-13 |
| Lyon OU                  | 34-15 | 15-20 | 41-0  | 30-23 | 28-19 | —     | 43-20 | 26-22 | 35-10 | 47-3  | 37-35 | 26-29 | 10-43 | 25-19 |
| Montpellier HR           | 37-22 | 22-23 | 39-17 | 25-24 | 20-22 | 30-8  | —     | 30-3  | 29-12 | 30-6  | 22-13 | 21-11 | 18-16 | 15-17 |
| Stade français           | 65-19 | 18-31 | 17-33 | 34-10 | 22-14 | 23-18 | 27-31 | —     | 21-18 | 27-17 | 21-36 | 25-20 | 26-24 | 23-16 |
| Section paloise          | 33-21 | 33-37 | 43-20 | 16-26 | 28-20 | 21-17 | 23-22 | 18-9  | —     | 27-22 | 21-42 | 16-22 | 16-16 | 27-22 |
| USA Perpignan            | 33-20 | 22-15 | 27-10 | 19-20 | 26-24 | 23-28 | 13-23 | 22-23 | 14-29 | —     | 34-13 | 22-13 | 12-9  | 36-13 |
| Racing 92                | 40-7  | 14-37 | 57-19 | 45-25 | 33-28 | 24-20 | 21-32 | 53-20 | 35-29 | 17-14 | —     | 23-10 | 21-16 | 27-18 |
| Stade rochelais          | 59-17 | 26-3  | 41-15 | 29-10 | 31-27 | 25-3  | 23-29 | 32-13 | 36-8  | 32-16 | 19-0  | —     | 39-6  | 16-20 |
| RC Toulon                | 13-9  | 21-18 | 13-9  | 10-22 | 32-22 | 19-13 | 24-24 | 38-5  | 37-20 | 29-18 | 20-27 | 41-11 | —     | 19-15 |
| Stade toulousain         | 80-7  | 12-11 | 18-11 | 41-0  | 27-15 | 27-19 | 35-10 | 28-29 | 38-10 | 37-15 | 15-20 | 23-16 | 41-10 | —     |

- Victoire à domicile
- Match nul
- Victoire à l'extérieur

Les points marqués par chaque équipe sont inscrits dans les colonnes centrales (3-4) alors que les essais marqués sont donnés dans les colonnes latérales (1-6). Les points de bonus sont symbolisés par une bordure bleue pour les bonus offensifs (trois essais de plus que l'adversaire), orange pour les bonus défensifs (défaite par moins de cinq points d'écart), rouge si les deux bonus sont cumulés.

#### Rencontres notables

##### Trophée Christophe Dominici
Les deux confrontations de la saison régulière entre le RC Toulon et le Stade français sont marquées par la première édition du trophée Christophe Dominici, organisé en mémoire de l'international français décédé en novembre 2020. L'équipe victorieuse du trophée est celle qui a accumulé le plus de points terrain lors de ces deux rencontres.
Le match aller a lieu au stade Mayol le 19 septembre 2021 à 21 h 05, en clôture de la 3e journée. Le RC Toulon s'impose largement à domicile avec le bonus offensif, en ayant marqué 5 essais.
| 3e journée 19 septembre 2021 21 h 05 | RC Toulon 4 pts + 1 Bo | 38 - 5 (17 - 0) | Stade français 0 pt | Stade Mayol, Toulon Arbitre : Mathieu Raynal Diffuseur : Canal+ |
| 3e journée 19 septembre 2021 21 h 05 |                        |                 |                     | Stade Mayol, Toulon Arbitre : Mathieu Raynal Diffuseur : Canal+ |
| 3e journée 19 septembre 2021 21 h 05 |                        |                 |                     | Stade Mayol, Toulon Arbitre : Mathieu Raynal Diffuseur : Canal+ |

Le match retour a lieu au Stade Jean-Bouin, le week-end du 30 janvier 2022, en clôture de la 16e journée. Malgré la victoire du Stade français et le bonus défensif du RC Toulon décroché dans les derniers instants, les toulonnais remportent la première édition du trophée.
| 16e journée 30 janvier 2022 21 h 05 | Stade français 4 pts | 26 - 24 (10 - 17) | RC Toulon 0 pt + 1 Bd | Stade Jean-Bouin, Paris Arbitre : Sébastien Minery Diffuseur : Canal+ |
| 16e journée 30 janvier 2022 21 h 05 |                      |                   |                       | Stade Jean-Bouin, Paris Arbitre : Sébastien Minery Diffuseur : Canal+ |
| 16e journée 30 janvier 2022 21 h 05 |                      |                   |                       | Stade Jean-Bouin, Paris Arbitre : Sébastien Minery Diffuseur : Canal+ |

| Équipe         | Aller | Retour | Cumul |
| -------------- | ----- | ------ | ----- |
| RC Toulon      | 5     | 1      | 6     |
| Stade français | 0     | 4      | 4     |

##### Boxing Day
La 13e journée de la saison est marquée par le Boxing Day, se déroulant les dimanche 26 et lundi 27 décembre 2021. Initialement, les sept rencontres de l'événement ne devaient avoir lieu que le dimanche uniquement, avant que la LNR ne change le calendrier à la demande du syndicat des joueurs professionnels Provale.
La LNR se mobilise durant cette journée au profit des Restos du cœur. Des collectes de fonds sont organisées par les clubs en amont de l'événement. Les maillots et les ballons des rencontres, à l'effigie de l'initiative, sont ensuite revendus lors d'une vente aux enchères afin de récolter des fonds pour l'association.
Quatre rencontres sont reportés en raison de cas de Covid-19 et sont jouées les 11 et 12 février 2022.
Le premier jour du Boxing Day voit la victoire du Castres olympique sur la pelouse de l'USA Perpignan.
| 13e journée 26 décembre 2021 18 h 00 | USA Perpignan 1 Bd | 19 - 20 (13 - 7) | Castres olympique 4 pts | Stade Aimé-Giral, Perpignan Diffuseur : Canal+ |
| 13e journée 26 décembre 2021 18 h 00 |                    |                  |                         | Stade Aimé-Giral, Perpignan Diffuseur : Canal+ |
| 13e journée 26 décembre 2021 18 h 00 |                    |                  |                         | Stade Aimé-Giral, Perpignan Diffuseur : Canal+ |

Le deuxième jour, le Montpellier HR remporte la deuxième confrontation maintenue du Boxing Day, contre le Biarritz olympique. Le Stade rochelais remporte la troisième et dernière confrontation maintenue du Boxing Day, contre le Lyon OU.
| 13e journée 27 décembre 2021 19 h 00 | Biarritz olympique 0 pt | 12 - 27 (12 - 13) | Montpellier HR 4 pts + 1 Bo | Parc des sports d'Aguiléra, Biarritz Diffuseur : Canal+ |
| 13e journée 27 décembre 2021 19 h 00 |                         |                   |                             | Parc des sports d'Aguiléra, Biarritz Diffuseur : Canal+ |
| 13e journée 27 décembre 2021 19 h 00 |                         |                   |                             | Parc des sports d'Aguiléra, Biarritz Diffuseur : Canal+ |

| 13e journée 27 décembre 2021 21 h 05 | Stade rochelais 4 pts + 1 Bo | 25 - 3 (13 - 3) | Lyon OU 0 pt | Stade Marcel-Deflandre, La Rochelle Diffuseur : Canal+ |
| 13e journée 27 décembre 2021 21 h 05 |                              |                 |              | Stade Marcel-Deflandre, La Rochelle Diffuseur : Canal+ |
| 13e journée 27 décembre 2021 21 h 05 |                              |                 |              | Stade Marcel-Deflandre, La Rochelle Diffuseur : Canal+ |

##### 26ejournée
Les rencontres de la dernière journée de la saison régulière se disputent toutes en même temps, le dimanche 5 juin 2022 à 21 h 05 et sont diffusées en multiplex sur Canal+. La rencontre opposant le Stade toulousain au Biarritz olympique est également diffusée en clair sur C8.
Grâce à sa victoire contre la Section paloise et aux défaites à l'extérieur du Montpellier HR et de l'Union Bordeaux Bègles, les deux premiers du classement avant le début de la journée, le Castres olympique s'empare de la place de leader de la saison régulière pour la deuxième fois de son histoire. L'Union Bordeaux Bègles se contente d'une place de barragiste à domicile avec le Stade toulousain, large vainqueur du Biarritz olympique, déjà relégué en seconde division. Le Stade rochelais, tout juste champion d'Europe, se qualifie en barrages aux dépens du Lyon OU, vainqueur du Challenge européen, tandis que le Racing 92 élimine à domicile le RC Toulon et récupère la dernière place de barragiste à l'extérieur. Malgré sa victoire, l'USA Perpignan ne parvient pas à rattraper le CA Brive, également victorieux, et doit jouer le barrage de promotion-relégation contre le Stade montois, finaliste malheureux de Pro D2.
| 26e journée 5 juin 2022 21 h 05 | ASM Clermont | 20 - 15 (7 - 3) | Montpellier HR                                                                                                  | Stade Marcel-Michelin, Clermont-Ferrand 18 564 spectateurs Arbitre : Romain Poite Diffuseur : Canal+ |
| 26e journée 5 juin 2022 21 h 05 | Essai(s) : 2 Beria (8e), Barraque (53e) Transformation(s) : 2 Parra (8e, 53e) Pénalité(s) : 2 Parra (42e), Lopez (74e) | Rapport         | Essai(s) : 2 Rattez (51e), Aprasidze (67e) Transformation(s) : 1 Garbisi (67e) Pénalité(s) : 1 Paillaugue (12e) | Stade Marcel-Michelin, Clermont-Ferrand 18 564 spectateurs Arbitre : Romain Poite Diffuseur : Canal+ |
| 26e journée 5 juin 2022 21 h 05 | | Rapport         | | Stade Marcel-Michelin, Clermont-Ferrand 18 564 spectateurs Arbitre : Romain Poite Diffuseur : Canal+ |

| 26e journée 5 juin 2022 21 h 05 | Lyon OU | 26 - 29 (19 - 5) | Stade rochelais | Matmut Stadium Gerland, Lyon 20 800 spectateurs Arbitre : Jonathan Dufort Diffuseur : Canal+ |
| 26e journée 5 juin 2022 21 h 05 | Essai(s) : 4 Cretin (3e), Tuisova (20e), Couilloud (40e), Charcosset (69e) Transformation(s) : 3 Berdeu (5e, 40e, 70e) | Rapport          | Essai(s) : 5 Bosch (13e), Sclavi (45e), Favre, (51e), Atonio (55e), Botia (74e) Transformation(s) : 2 Popelin (46e, 56e) Carton(s) jaune(s) : Boudehent (80e) | Matmut Stadium Gerland, Lyon 20 800 spectateurs Arbitre : Jonathan Dufort Diffuseur : Canal+ |
| 26e journée 5 juin 2022 21 h 05 | | Rapport          | | Matmut Stadium Gerland, Lyon 20 800 spectateurs Arbitre : Jonathan Dufort Diffuseur : Canal+ |

| 26e journée 5 juin 2022 21 h 05 | Stade toulousain | 80 - 7 (26 - 7) | Biarritz olympique                                                                               | Stade Ernest-Wallon, Toulouse 18 838 spectateurs Arbitre : Cédric Marchat Diffuseur : Canal+, C8 |
| 26e journée 5 juin 2022 21 h 05 | Essai(s) : 12 Marchand (7e), Fouyssac (12e), Dupont (36e), Tolofua (40e), Ramos (42e), Tekori (46e), Lebel (52e, 73e), Jelonch (57e), Médard (71e), Épée (75e), Mauvaka (79e) Transformation(s) : 10 Ramos (8e, 13e, 37e, 43e, 47e, 53e), Germain (74e, 76e), Tekori (72e, 80e) Carton(s) jaune(s) : Arnold (68e) | Rapport         | Essai(s) : 1 Hirigoyen (30e) Transformation(s) : 1 Bosch (31e) Carton(s) jaune(s) : Cronin (44e) | Stade Ernest-Wallon, Toulouse 18 838 spectateurs Arbitre : Cédric Marchat Diffuseur : Canal+, C8 |
| 26e journée 5 juin 2022 21 h 05 | | Rapport         |                                                                                                  | Stade Ernest-Wallon, Toulouse 18 838 spectateurs Arbitre : Cédric Marchat Diffuseur : Canal+, C8 |

| 26e journée 5 juin 2022 21 h 05 | Racing 92 | 21 - 16 (8 - 13) | RC Toulon | Paris La Défense Arena, Nanterre 22 148 spectateurs Arbitre : Adrien Descottes Diffuseur : Canal+ |
| 26e journée 5 juin 2022 21 h 05 | Essai(s) : 2 Tanga (13e), Imhoff (62e) Transformation(s) : 1 Le Garrec (63e) Pénalité(s) : 3 Machenaud (28e), Gibert (47e), Le Garrec (54e) | Rapport          | Essai(s) : 1 Paia'aua (25e) Transformation(s) : 1 Carbonel (26e) Pénalité(s) : 3 Carbonel (5e, 9e, 51e) Carton(s) jaune(s) : Ollivon (60e) | Paris La Défense Arena, Nanterre 22 148 spectateurs Arbitre : Adrien Descottes Diffuseur : Canal+ |
| 26e journée 5 juin 2022 21 h 05 | | Rapport          | | Paris La Défense Arena, Nanterre 22 148 spectateurs Arbitre : Adrien Descottes Diffuseur : Canal+ |

| 26e journée 5 juin 2022 21 h 05 | Stade français | 17 - 33 (10 - 20) | CA Brive | Stade Jean Bouin, Paris Arbitre : Luc Ramos Diffuseur : Canal+ |
| 26e journée 5 juin 2022 21 h 05 | Essai(s) : 2 Hamdaoui (7e), Kremer (78e) Transformation(s) : 2 Barré (8e, 79e) Carton(s) jaune(s) : Castets (58e) | Rapport           | Essai(s) : 3 Tuicuvu (26e), Jurand (38e), Lobzhanidze (63e) Transformation(s) : 3 Laranjeira (27e, 38e, 63e) Pénalité(s) : 4 Laranjeira (3e, 12e, 45e, 52e) | Stade Jean Bouin, Paris Arbitre : Luc Ramos Diffuseur : Canal+ |
| 26e journée 5 juin 2022 21 h 05 | | Rapport           | | Stade Jean Bouin, Paris Arbitre : Luc Ramos Diffuseur : Canal+ |

| 26e journée 5 juin 2022 21 h 05 | Section paloise                                                                                 | 16 - 26 (10 - 17) | Castres olympique | Stade du Hameau, Pau 13 412 spectateurs Arbitre : Pierre-Baptiste Nuchy Diffuseur : Canal+ |
| 26e journée 5 juin 2022 21 h 05 | Essai(s) : 1 Daubagna (4e) Transformation(s) : 1 Hastoy (5e) Drop(s) : 3 Hastoy (32e, 45e, 62e) | Rapport           | Essai(s) : 2 Botitu (1re), Dumora (39e) Transformation(s) : 2 Urdapilleta (2e, 40e) Pénalité(s) : 3 Urdapilleta (10e, 65e, 71e) Drop(s) : 1 Dumora (63e) | Stade du Hameau, Pau 13 412 spectateurs Arbitre : Pierre-Baptiste Nuchy Diffuseur : Canal+ |
| 26e journée 5 juin 2022 21 h 05 |                                                                                                 | Rapport           | | Stade du Hameau, Pau 13 412 spectateurs Arbitre : Pierre-Baptiste Nuchy Diffuseur : Canal+ |

| 26e journée 5 juin 2022 21 h 05 | USA Perpignan | 22 - 15 (17 - 12) | Union Bordeaux Bègles                                                                             | Stade Aimé Giral, Perpignan 14 112 spectateurs Arbitre : Ludovic Cayre Diffuseur : Canal+ |
| 26e journée 5 juin 2022 21 h 05 | Essai(s) : 3 Labouteley (11e), Dubois (35e), Mamea Lemalu (53e) Transformation(s) : 2 Tedder (12e, 36e) Pénalité(s) : 1 Tedder (28e) | Rapport           | Essai(s) : 2 Buros (8e), Seuteni (33e) Transformation(s) : 1 Lucu (9e) Pénalité(s) : 1 Lucu (62e) | Stade Aimé Giral, Perpignan 14 112 spectateurs Arbitre : Ludovic Cayre Diffuseur : Canal+ |
| 26e journée 5 juin 2022 21 h 05 | | Rapport           |                                                                                                   | Stade Aimé Giral, Perpignan 14 112 spectateurs Arbitre : Ludovic Cayre Diffuseur : Canal+ |

### Barrage d'accession
Le club classé à la 13e place au classement à l'issue de la saison régulière dispute à l'extérieur un match d'accession contre le finaliste de Pro D2. Le gagnant joue en première division la saison suivante.
| Match d'accession 12 juin 2022 17 h 45 | Stade montois                                                                                          | 16 - 41 (16 - 16) | USA Perpignan | Stade André-et-Guy-Boniface à Mont-de-Marsan 10 142 spectateurs Arbitre : Thomas Charabas Diffuseur : Canal+ |
| Match d'accession 12 juin 2022 17 h 45 | Essai(s) : 1 Laousse Azpiazu (4e) Transformation(s) : 1 Coly (5e) Pénalité(s) : 3 Coly (11e, 31e, 42e) | Rapport           | Essai(s) : 4 Jaminet (18e), de la Fuente (56e), Dubois (68e), Tedder (75e) Transformation(s) : 3 Jaminet (19e, 57e, 69e) Pénalité(s) : 5 Jaminet (8e, 22e, 36e, 50e, 54e) | Stade André-et-Guy-Boniface à Mont-de-Marsan 10 142 spectateurs Arbitre : Thomas Charabas Diffuseur : Canal+ |
| Match d'accession 12 juin 2022 17 h 45 | | Rapport           | | Stade André-et-Guy-Boniface à Mont-de-Marsan 10 142 spectateurs Arbitre : Thomas Charabas Diffuseur : Canal+ |

### Phase finale
Les six premiers au classement de la saison régulière participent à la phase finale. Les deux équipes les mieux classées accèdent directement aux demi-finales et y affrontent les gagnants des matchs de barrages, opposant les équipes classées de la 3e à la 6e place.
Les demi-finales se jouent sur terrain neutre, et les gagnants s'affrontent en finale pour le titre de champion de France.

#### Tableau final
|  | Barrages                                      | Barrages                                      |                                        |                                        | Demi-finales                           | Demi-finales                           |  |  | Finale                                       | Finale                                       |
|  | Barrages                                      | Barrages                                      |                                        |                                        | Demi-finales                           | Demi-finales                           |  |  | Finale                                       | Finale                                       |
|  |                                               |                                               |                                        |                                        |                                        |                                        |  |  |                                              |                                              |
|  | 11 juin 2022 au Stade Ernest-Wallon, Toulouse | 11 juin 2022 au Stade Ernest-Wallon, Toulouse |                                        |                                        | 17 juin 2022 à l'Allianz Riviera, Nice | 17 juin 2022 à l'Allianz Riviera, Nice |  |  | 24 juin 2022 au Stade de France, Saint-Denis | 24 juin 2022 au Stade de France, Saint-Denis |
|  | 11 juin 2022 au Stade Ernest-Wallon, Toulouse | 11 juin 2022 au Stade Ernest-Wallon, Toulouse |                                        |                                        | 17 juin 2022 à l'Allianz Riviera, Nice | 17 juin 2022 à l'Allianz Riviera, Nice |  |  | 24 juin 2022 au Stade de France, Saint-Denis | 24 juin 2022 au Stade de France, Saint-Denis |
|  | 11 juin 2022 au Stade Ernest-Wallon, Toulouse | 11 juin 2022 au Stade Ernest-Wallon, Toulouse | [1] Castres olympique                  | 24                                     |                                        |                                        |  |  | 24 juin 2022 au Stade de France, Saint-Denis | 24 juin 2022 au Stade de France, Saint-Denis |
|  | [4] Stade toulousain                          | 33                                            | [1] Castres olympique                  | 24                                     |                                        |                                        |  |  | 24 juin 2022 au Stade de France, Saint-Denis | 24 juin 2022 au Stade de France, Saint-Denis |
|  | [4] Stade toulousain                          | 33                                            | [4] Stade toulousain                   | 18                                     |                                        |                                        |  |  | 24 juin 2022 au Stade de France, Saint-Denis | 24 juin 2022 au Stade de France, Saint-Denis |
|  | [5] Stade rochelais                           | 28                                            | [4] Stade toulousain                   | 18                                     |                                        |                                        |  |  | 24 juin 2022 au Stade de France, Saint-Denis | 24 juin 2022 au Stade de France, Saint-Denis |
|  | [5] Stade rochelais                           | 28                                            | 18 juin 2022 à l'Allianz Riviera, Nice | 18 juin 2022 à l'Allianz Riviera, Nice | [1] Castres olympique                  | 10                                     |  |  |                                              |                                              |
|  | 12 juin 2022 au Stade Chaban-Delmas, Bordeaux |                                               | 18 juin 2022 à l'Allianz Riviera, Nice | 18 juin 2022 à l'Allianz Riviera, Nice | [1] Castres olympique                  | 10                                     |  |  |                                              |                                              |
|  |                                               | [2] Montpellier Hérault rugby                 | 18 juin 2022 à l'Allianz Riviera, Nice | 18 juin 2022 à l'Allianz Riviera, Nice | 29                                     |                                        |  |  |                                              |                                              |
|  | [3] Union Bordeaux Bègles                     | [2] Montpellier Hérault rugby                 | 18 juin 2022 à l'Allianz Riviera, Nice | 18 juin 2022 à l'Allianz Riviera, Nice | 29                                     | 36                                     |  |  |                                              |                                              |
|  | [3] Union Bordeaux Bègles                     | [2] Montpellier Hérault rugby                 | 19                                     |                                        |                                        | 36                                     |  |  |                                              |                                              |
|  | [6] Racing 92                                 | [2] Montpellier Hérault rugby                 | 19                                     | 16                                     |                                        |                                        |  |  |                                              |                                              |
|  | [6] Racing 92                                 | [3] Union Bordeaux Bègles                     | 10                                     | 16                                     |                                        |                                        |  |  |                                              |                                              |
|  |                                               | [3] Union Bordeaux Bègles                     | 10                                     |                                        |                                        |                                        |  |  |                                              |                                              |

#### Barrages
Les matchs de barrage ont lieu le weekend du 12 juin 2022 dans les stades des équipes qualifiées les mieux classées.
| Barrage 11 juin 2022 21 h 05 | Stade toulousain | 33 - 28 (21 - 7) | Stade rochelais | Stade Ernest-Wallon 18 669 spectateurs Arbitre : Romain Poite Diffuseur : Canal+ |
| Barrage 11 juin 2022 21 h 05 | Essai(s) : 4 Fouyssac (8e), Dupont (13e), Mallía (62e), Ntamack (69e) Transformation(s) : 2 Ramos (9e, 70e) Pénalité(s) : 3 Ramos (18e, 29e, 36e) | Rapport          | Essai(s) : 4 Liebenberg (25e), Alldritt (56e), Bourgarit (79e), Favre (80e+1) Transformation(s) : 4 West (26e, 57e, 80e, 80e+1) | Stade Ernest-Wallon 18 669 spectateurs Arbitre : Romain Poite Diffuseur : Canal+ |
| Barrage 11 juin 2022 21 h 05 | | Rapport          | | Stade Ernest-Wallon 18 669 spectateurs Arbitre : Romain Poite Diffuseur : Canal+ |

| Barrage 12 juin 2022 21 h 05 | Union Bordeaux Bègles | 36 - 16 (8 - 10) | Racing 92 | Stade Chaban-Delmas 27 279 spectateurs Arbitre : Mathieu Raynal Diffuseur : Canal+ |
| Barrage 12 juin 2022 21 h 05 | Essai(s) : 5 Cordero (20e), Seuteni (47e), Buros (54e), Woki (58e), Lam (80e) Transformation(s) : 4 Lucu (48e, 55e, 59e), Trinh-Duc (80e+1) Pénalité(s) : 1 Lucu (5e) | Rapport          | Essai(s) : 1 Spring (39e) Transformation(s) : 1 Le Garrec (40e) Pénalité(s) : 3 Le Garrec (7e, 44e), Machenaud (57e) | Stade Chaban-Delmas 27 279 spectateurs Arbitre : Mathieu Raynal Diffuseur : Canal+ |
| Barrage 12 juin 2022 21 h 05 | | Rapport          | | Stade Chaban-Delmas 27 279 spectateurs Arbitre : Mathieu Raynal Diffuseur : Canal+ |

#### Demi-finales
Les demi-finales du championnat ont lieu le weekend du 18 juin 2022 à l'Allianz Riviera, à Nice. La ville hôte, désignée le 3 août 2020 par le comité directeur de la LNR, devait initialement organiser des demi-finales en 2020, avant l'interruption du championnat en raison de la pandémie de Covid-19.
| Demi-finale 17 juin 2022 21 h 05 | Castres olympique | 24 - 18 (9 - 10) | Stade toulousain | Allianz Riviera, Nice 35 114 spectateurs Arbitre : Ludovic Cayre Diffuseur : Canal+ |
| Demi-finale 17 juin 2022 21 h 05 | Essai(s) : 2 Arata (43e), Dumora (77e) Transformation(s) : 1 Urdapilleta (44e) Pénalité(s) : 4 Urdapilleta (21e, 27e, 40e+1, 70e) | Rapport          | Essai(s) : 2 Lebel (2e), Ntamack (47e) Transformation(s) : 1 Ramos (3e) Pénalité(s) : 2 Ramos (17e, 60e) Carton(s) jaune(s) : 2 Ro. Arnold (21e), Marchand (38e) | Allianz Riviera, Nice 35 114 spectateurs Arbitre : Ludovic Cayre Diffuseur : Canal+ |
| Demi-finale 17 juin 2022 21 h 05 | | Rapport          | | Allianz Riviera, Nice 35 114 spectateurs Arbitre : Ludovic Cayre Diffuseur : Canal+ |

| Demi-finale 18 juin 2022 21 h 05 | Montpellier Hérault rugby | 19 - 10 (13 - 10) | Union Bordeaux Bègles                                                                  | Allianz Riviera, Nice 34 844 spectateurs Arbitre : Pierre Brousset Diffuseur : Canal+ |
| Demi-finale 18 juin 2022 21 h 05 | Essai(s) : 1 Rattez (6e) Transformation(s) : 1 Paillaugue (7e) Pénalité(s) : 2 Aprasidze (70e, 79e) Drop(s) : 2 Garbisi (13e), Bouthier (40e+1) | Rapport           | Essai(s) : 1 Jalibert (16e) Transformation(s) : 1 Lucu (17e) Pénalité(s) : 1 Lucu (6e) | Allianz Riviera, Nice 34 844 spectateurs Arbitre : Pierre Brousset Diffuseur : Canal+ |
| Demi-finale 18 juin 2022 21 h 05 | | Rapport           |                                                                                        | Allianz Riviera, Nice 34 844 spectateurs Arbitre : Pierre Brousset Diffuseur : Canal+ |

#### Finale
La finale du championnat a lieu le 24 juin 2022 au Stade de France, à Saint-Denis. Le coup d'envoi est avancé à 20 heures 45.
| Finale 24 juin 2022 20 h 45 | Castres olympique                                                                         | 10 - 29 (3 - 23) | Montpellier Hérault rugby | Stade de France, Saint-Denis Arbitre : Tual Trainini Diffuseur : France 2 et Canal+ |
| Finale 24 juin 2022 20 h 45 | Essai(s) : 1 Botitu (75e) Transformation(s) : 1 Dumora (76e) Pénalité(s) : 1 Dumora (34e) | Rapport          | Essai(s) : 3 Vincent (6e), Verhaeghe (10e), Bouthier (12e) Transformation(s) : 1 Garbisi (11e) Pénalité(s) : 4 Paillauge (21e, 39e), Garbisi (67e), Pollard (77e) Carton(s) jaune(s) : van Rensburg (63e) | Stade de France, Saint-Denis Arbitre : Tual Trainini Diffuseur : France 2 et Canal+ |
| Finale 24 juin 2022 20 h 45 |                                                                                           | Rapport          | | Stade de France, Saint-Denis Arbitre : Tual Trainini Diffuseur : France 2 et Canal+ |

## Statistiques

### Évolution du classement
| Journée →             | 1  | 2  | 3  | 4  | 5  | 6  | 7  | 8  | 9  | 10 | 11 | 12 | 13   | 14   | 15   | 16   | 17   | 18   | 19   | 20   | 21 | 22 | 23 | 24 | 25 | 26 | Q  | R  |
| Club                  |    |    |    |    |    |    |    |    |    |    |    |    |      |      |      |      |      |      |      |      |    |    |    |    |    |    |    |    |
| --------------------- | -- | -- | -- | -- | -- | -- | -- | -- | -- | -- | -- | -- | ---- | ---- | ---- | ---- | ---- | ---- | ---- | ---- | -- | -- | -- | -- | -- | -- | -- | -- |
| Biarritz olympique    | 3  | 10 | 5  | 11 | 12 | 14 | 14 | 12 | 14 | 14 | 14 | 14 | 14   | 14   | 14   | 14   | 13   | 14   | 14   | 14   | 14 | 14 | 14 | 14 | 14 | 14 | 2  | 20 |
| Union Bordeaux Bègles | 12 | 7  | 9  | 4  | 2  | 2  | 2  | 2  | 1  | 2  | 2  | 1  | 1.1  | 1.1  | 1.1  | 1.1  | 1.2  | 1.1  | 1.1  | 1.1  | 2  | 2  | 2  | 2  | 2  | 3  | 23 |    |
| CA Brive              | 1  | 8  | 3  | 5  | 3  | 5  | 6  | 9  | 10 | 10 | 10 | 12 | 12.1 | 12.1 | 13.1 | 11.1 | 12.1 | 11.1 | 10   | 11   | 12 | 12 | 12 | 12 | 12 | 12 | 6  | 1  |
| Castres olympique     | 5  | 3  | 4  | 6  | 4  | 6  | 5  | 5  | 4  | 7  | 7  | 6  | 5    | 4    | 3    | 5    | 4    | 4    | 5    | 4    | 5  | 4  | 4  | 3  | 3  | 1  | 24 |    |
| ASM Clermont          | 11 | 12 | 10 | 13 | 9  | 11 | 10 | 7  | 8  | 8  | 8  | 7  | 7.1  | 7.1  | 7.1  | 7.1  | 8.2  | 10.1 | 9.1  | 9.1  | 8  | 8  | 9  | 9  | 9  | 7  |    | 1  |
| Stade rochelais       | 9  | 13 | 13 | 12 | 13 | 10 | 7  | 5  | 7  | 6  | 4  | 5  | 4    | 5    | 6.1  | 6.1  | 7.1  | 8.1  | 7.1  | 6.1  | 4  | 3  | 3  | 7  | 4  | 5  | 14 | 3  |
| Lyon OU               | 4  | 6  | 2  | 3  | 6  | 3  | 3  | 3  | 6  | 4  | 5  | 4  | 6    | 6    | 6    | 3    | 3    | 3    | 3    | 3    | 6  | 7  | 7  | 5  | 8  | 9  | 22 |    |
| Montpellier HR        | 7  | 4  | 7  | 9  | 7  | 8  | 9  | 8  | 5  | 3  | 3  | 3  | 3    | 3.1  | 4.2  | 2.2  | 2.2  | 2.2  | 2.2  | 2.1  | 1  | 1  | 1  | 1  | 1  | 2  | 19 |    |
| Stade français Paris  | 13 | 14 | 14 | 14 | 14 | 13 | 12 | 10 | 12 | 11 | 12 | 10 | 10.1 | 9.1  | 10.1 | 10.1 | 10.1 | 7    | 8    | 8    | 11 | 11 | 11 | 11 | 11 | 11 |    | 6  |
| Section paloise       | 10 | 5  | 11 | 7  | 5  | 7  | 8  | 11 | 9  | 9  | 9  | 9  | 9.1  | 8.1  | 9.1  | 9.1  | 9.1  | 9.1  | 11   | 10   | 10 | 10 | 10 | 10 | 10 | 10 | 2  |    |
| USA Perpignan         | 14 | 9  | 12 | 8  | 10 | 12 | 13 | 14 | 13 | 13 | 13 | 13 | 13   | 13   | 11   | 12   | 11   | 13   | 13   | 13   | 13 | 13 | 13 | 13 | 13 | 13 |    | 18 |
| Racing 92             | 2  | 2  | 6  | 2  | 8  | 4  | 4  | 4  | 3  | 5  | 6  | 8  | 8.1  | 10.1 | 8.1  | 8.1  | 6.1  | 5.1  | 4.1' | 5    | 7  | 6  | 5  | 4  | 5  | 6  | 19 |    |
| RC Toulon             | 8  | 11 | 8  | 10 | 11 | 9  | 11 | 13 | 11 | 12 | 11 | 11 | 11.1 | 11.2 | 12.3 | 13.3 | 14.3 | 12.3 | 12.2 | 12.1 | 9  | 9  | 8  | 8  | 7  | 8  |    | 3  |
| Stade toulousain      | 6  | 1  | 1  | 1  | 1  | 1  | 1  | 1  | 2  | 1  | 1  | 2  | 2.1  | 2.1  | 2.2  | 4.2  | 5.2  | 6.1  | 6.1  | 7.1  | 3  | 5  | 6  | 6  | 6  | 4  | 25 |    |

- Qualification pour les demi-finales.
- Qualification pour les barrages.
- Qualification pour la Coupe d'Europe 2022-2023
- Participation au barrage de promotion-relégation face au finaliste de Pro D2 2021-2022.
- Relégation en Pro D2 pour la saison suivante.
- X.1 : Nombre de matchs en retard.

### État de forme des équipes
| Journée →             | 1 | 2 | 3 | 4 | 5 | 6 | 7 | 8 | 9 | 10 | 11 | 12 | 13 | 14 | 15 | 16 | 17 | R1 | 18 | 19 | 20 | R2 | R3 | 21 | 22 | 23 | 24 | 25 | 26 |
| Club                  |   |   |   |   |   |   |   |   |   |    |    |    |    |    |    |    |    |    |    |    |    |    |    |    |    |    |    |    |    |
| --------------------- | - | - | - | - | - | - | - | - | - | -- | -- | -- | -- | -- | -- | -- | -- | -- | -- | -- | -- | -- | -- | -- | -- | -- | -- | -- | -- |
| Biarritz olympique    | G | P | G | P | P | P | P | G | P | P  | G  | P  | P  | P  | P  | P  | G  |    | P  | P  | P  |    |    | P  | P  | P  | P  | P  | P  |
| Union Bordeaux Bègles | P | G | N | G | G | G | G | G | G | P  | G  | G  | R  | G  | G  | G  | R  | P  | P  | P  | P  | P  |    | G  | P  | G  | P  | G  | P  |
| CA Brive              | G | P | G | P | G | P | P | P | P | G  | P  | P  | R  | P  | P  | G  | P  | G  | N  | G  | P  |    |    | G  | P  | P  | P  | P  | G  |
| Castres olympique     | G | G | N | P | G | P | G | P | G | P  | P  | G  | G  | G  | G  | P  | G  |    | G  | P  | G  |    |    | P  | G  | G  | G  | G  | G  |
| ASM Clermont          | P | P | G | P | G | P | G | G | P | G  | P  | G  | R  | G  | P  | P  | R  | P  | P  | G  | G  | G  |    | P  | G  | P  | G  | G  | G  |
| Stade rochelais       | P | P | P | G | P | G | G | G | P | G  | G  | P  | G  | P  | R  | P  | P  |    | G  | G  | G  |    | P  | G  | G  | G  | P  | G  | G  |
| Lyon OU               | G | P | G | P | P | G | G | P | P | G  | P  | G  | P  | G  | G  | G  | G  |    | P  | G  | P  |    |    | P  | P  | G  | G  | P  | P  |
| Montpellier HR        | N | G | P | P | G | P | P | G | G | G  | G  | G  | G  | R  | R  | G  | G  |    | N  | G  | P  | G  | P  | G  | G  | P  | P  | G  | P  |
| Stade français Paris  | P | P | P | G | P | G | G | G | P | P  | P  | G  | R  | G  | P  | G  | P  | G  | G  | P  | G  |    |    | P  | P  | G  | P  | P  | P  |
| Section paloise       | P | G | P | G | G | P | P | P | G | G  | P  | N  | R  | G  | P  | G  | P  | P  | G  | P  | G  |    |    | G  | G  | P  | P  | P  | P  |
| USA Perpignan         | P | G | P | G | P | P | P | P | G | P  | G  | P  | P  | P  | G  | P  | G  |    | P  | P  | G  |    |    | P  | P  | P  | G  | P  | G  |
| Racing 92             | G | G | P | G | P | G | G | P | G | P  | P  | P  | R  | P  | G  | G  | G  | G  | G  | G  | P  |    |    | P  | G  | G  | G  | P  | G  |
| RC Toulon             | N | P | G | P | P | G | P | P | G | P  | G  | N  | R  | R  | R  | P  | P  | G  | G  | P  | G  | P  | G  | G  | G  | G  | G  | G  | P  |
| Stade toulousain      | G | G | G | G | G | G | P | G | P | G  | G  | P  | R  | P  | R  | P  | P  | P  | P  | G  | P  |    | G  | G  | P  | P  | G  | G  | G  |

- Match gagné
- Match nul
- Match perdu
- R : Match reporté
- R1, R2, R3 : Journées de rattrapages

Séries de victoires : 8
- Montpellier HR (de la 8e journée à la 17e journée)

Séries de matchs sans défaite : 10
- Montpellier HR (de la 8e journée à la 19e journée)

Séries de défaites : 9
- Biarritz olympique (de la 18e à la 26e journée)

Séries de matchs sans victoire : 9
- Biarritz olympique (de la 18e à la 26e journée)

### Meilleurs réalisateurs
| Rang | Joueur               | Club              | Poste            | Points | Essais | Transf. | Pén. | Drop |
| ---- | -------------------- | ----------------- | ---------------- | ------ | ------ | ------- | ---- | ---- |
| 1    | Léo Berdeu           | Lyon OU           | Demi d'ouverture | 251    | 5      | 29      | 55   | 1    |
| 2    | Antoine Hastoy       | Section paloise   | Demi d'ouverture | 250    | 8      | 30      | 48   | 2    |
| 3    | Thomas Ramos         | Stade toulousain  | Arrière          | 217    | 4      | 31      | 44   | 1    |
| 4    | Louis Carbonel       | RC Toulon         | Demi d'ouverture | 216    | 2      | 28      | 50   | 0    |
| 5    | Benjamin Urdapilleta | Castres olympique | Demi d'ouverture | 197    | 3      | 31      | 39   | 1    |
| 6    | Joris Segonds        | Stade français    | Demi d'ouverture | 189    | 0      | 21      | 48   | 1    |
| 7    | Ihaia West           | Stade rochelais   | Demi d'ouverture | 171    | 3      | 27      | 33   | 1    |
| 8    | Maxime Machenaud     | Racing 92         | Demi de mêlée    | 167    | 2      | 26      | 35   | 0    |
| 9    | Morgan Parra         | ASM Clermont      | Demi de mêlée    | 165    | 1      | 29      | 34   | 0    |
| 10   | Paolo Garbisi        | Montpellier HR    | Demi d'ouverture | 146    | 0      | 19      | 35   | 1    |

### Meilleurs marqueurs
| Rang | Joueur             | Club                  | Poste            | Essais |
| ---- | ------------------ | --------------------- | ---------------- | ------ |
| 1    | Baptiste Couilloud | Lyon OU               | Demi de mêlée    | 11     |
| 2    | Ulupano Seuteni    | Union Bordeaux Bègles | Centre           | 10     |
| 3    | Kylan Hamdaoui     | Stade français        | Arrière          | 9      |
| 3    | Jules Favre        | Stade rochelais       | Ailier           | 9      |
| 3    | Juan Imhoff        | Racing 92             | Ailier           | 9      |
| 3    | Waisea Nayacalevu  | Stade français        | Ailier           | 9      |
| 7    | Antoine Hastoy     | Section paloise       | Demi d'ouverture | 8      |
| 7    | Dillyn Leyds       | Stade rochelais       | Ailier           | 8      |
| 7    | Aymeric Luc        | RC Toulon             | Arrière          | 8      |
| 7    | Alivereti Raka     | ASM Clermont          | Ailier           | 8      |

## Récompenses

### Joueur du week-end
Après chaque journée, les internautes votent sur le site de la LNR pour élire le joueur du week-end.
| Journée | Joueur             | Club                  | Autres nommés                     |
| ------- | ------------------ | --------------------- | --------------------------------- |
| 1re     | Enzo Hervé         | CA Brive              | Francis Saili Yoan Tanga Mangene  |
| 2e      | Antoine Hastoy     | Section paloise       | Julien Dumora Matthieu Jalibert   |
| 3e      | Enzo Hervé         | CA Brive              | Brett Herron Sergio Parisse       |
| 4e      | Tawera Kerr-Barlow | Stade rochelais       | Ben Lam Sekou Macalou             |
| 5e      | Non attribué       | Non attribué          | Non attribué                      |
| 6e      | Anthony Jelonch    | Stade toulousain      | Baptiste Couilloud Pierre Popelin |
| 7e      | Matthieu Jalibert  | Union Bordeaux Bègles | Vilimoni Botitu Ibrahim Diallo    |
| 8e      | Antoine Dupont     | Stade toulousain      | Johnny Dyer Cobus Reinach         |
| 9e      | Non attribué       | Non attribué          | Non attribué                      |
| 10e     | Léo Berdeu         | Lyon OU               | Yacouba Camara Jordan Joseph      |
| 11e     | Santiago Cordero   | Union Bordeaux Bègles | Zach Mercer Gabin Villière        |
| 12e     | Non attribué       | Non attribué          | Non attribué                      |
| 13e     | Non attribué       | Non attribué          | Non attribué                      |

| Journée | Joueur          | Club                  | Autres nommés                     |
| ------- | --------------- | --------------------- | --------------------------------- |
| 14e     | Léo Berdeu      | Lyon OU               | Vilimoni Botitu Waisea Nayacalevu |
| 15e     | Maxime Lucu     | Union Bordeaux Bègles | Alivereti Duguivalu Jordan Taufua |
| 16e     | Non attribué    | Non attribué          | Non attribué                      |
| 17e     | Mathieu Acebes  | USA Perpignan         | Cobus Reinach Gavin Stark         |
| 18e     | Eliott Roudil   | Section paloise       | Facundo Isa Benjamín Urdapilleta  |
| 19e     | Non attribué    | Non attribué          | Non attribué                      |
| 20e     | Seilala Lam     | USA Perpignan         | Adrea Cocagi Baptiste Serin       |
| 21e     | Non attribué    | Non attribué          | Non attribué                      |
| 22e     | Gabin Villière  | RC Toulon             | Antoine Hastoy George Moala       |
| 23e     | Gabin Villière  | RC Toulon             | Léo Berdeu Maxime Lamothe         |
| 24e     | Non attribué    | Non attribué          | Non attribué                      |
| 25e     | Matthias Haddad | Stade rochelais       | Matthieu Jalibert Jiuta Wainiqolo |
| 26e     | Thomas Berjon   | Stade rochelais       | Thomas Laranjeira Tom Staniforth  |

### Joueur du mois
Tous les mois, les internautes votent sur le site de la LNR pour élire le joueur du mois. La récompense est décernée en partenariat avec la Société générale.
| Mois      | Premier           | Premier               | Premier | Deuxième           | Deuxième          | Deuxième | Troisième        | Troisième         | Troisième |
| Mois      | Joueur            | Club                  | Votes   | Joueur             | Club              | Votes    | Joueur           | Club              | Votes     |
| --------- | ----------------- | --------------------- | ------- | ------------------ | ----------------- | -------- | ---------------- | ----------------- | --------- |
| Septembre | Ben Lam           | Union Bordeaux Bègles | 47%     | Romain Ntamack     | Stade toulousain  | 43%      | Gael Fickou      | Racing 92         | 10%       |
| Octobre   | Matthieu Jalibert | Union Bordeaux Bègles | 47%     | Wilfrid Hounkpatin | Castres olympique | 36%      | Paolo Garbisi    | Montpellier HR    | 17%       |
| Novembre  | Santiago Cordero  | Union Bordeaux Bègles | 55%     | Léo Berdeu         | Lyon OU           | 26%      | Ihaia West       | Stade rochelais   | 19%       |
| Décembre  | Grégory Alldritt  | Stade rochelais       | 66%     | Jan Serfontein     | Montpellier HR    | 25%      | Tom Staniforth   | Castres olympique | 11%       |
| Janvier   | Beka Gorgadze     | Section paloise       | 55%     | Waisea Nayacalevu  | Stade français    | 26%      | Josua Tuisova    | Lyon OU           | 19%       |
| Février   | Morgan Parra      | ASM Clermont          | 46%     | Zach Mercer        | Montpellier HR    | 38%      | Wenceslas Lauret | Racing 92         | 16%       |
| Mars      | Aymeric Luc       | RC Toulon             | 43%     | Tumua Manu         | Section paloise   | 32%      | Dany Priso       | Stade rochelais   | 25%       |
| Avril     | Gabin Villière    | RC Toulon             | 37%     | Aymeric Luc        | RC Toulon         | 33%      | Julien Dumora    | Castres olympique | 30%       |

### Homme du match
Pour les demi-finales et la finale, la Ligue nationale de rugby organise l'élection de l'homme du match en partenariat avec la Société Générale.
Benjamin Urdapilleta est désigné homme du match de la première demi-finale opposant le Castres olympique au Stade toulousain, tandis que Anthony Bouthier est élu homme du match pour la seconde demi-finale opposant le Montpellier Hérault rugby à l'Union Bordeaux Bègles.
L'homme du match de la finale est Zach Mercer, du Montpellier Hérault rugby.

### XV de la saison
A l'issue de la saison, durant l'été, les internautes votent sur le site de la LNR pour former le XV de la saison. Le 20 juillet 2022, la ligue dévoile les 8 avants composant l'équipe type.
| Avants | Arrières |
| --- | --- |
| 1 Cyril Baille, Stade toulousain 2 Guilhem Guirado, Montpellier HR 3 Uini Atonio, Stade rochelais 4 Florian Verhaeghe, Montpellier HR 5 Tom Staniforth, Castres olympique 6 François Cros, Stade toulousain 7 Cameron Woki, Union Bordeaux Bègles 8 Zach Mercer, Montpellier HR | 9 Antoine Dupont, Stade toulousain 10 Romain Ntamack, Stade toulousain 11 Gabin Villière, RC Toulon 12 Jonathan Danty, Stade rochelais 13 Waisea Nayacalevu, Stade français 14 Damian Penaud, ASM Clermont 15 Thomas Ramos, Stade toulousain |

### Nuit du rugby 2022
A l'issue de la saison, en septembre 2022, se déroule la Nuit du rugby, pour récompenser les acteurs du championnat.